# Гибралтар Юнайтед
«Гибралтар Юнайтед» — футбольный клуб из Гибралтара, заморской территории Великобритании, основан в 1943 году. В 2011 году клуб был объединён с клубом «Лайонс», но в 2014 году был восстановлен, как отдельный клуб. Базируется на проспекте Уинстона Черчилля. Выступает в премьер-дивизионе.

## История
Клуб был основан гибралтарскими военнослужащими, оставшимися в Гибралтаре во время Второй Мировой войны, в то время, как гражданское население было эвакуировано. Футбольные матчи в военное время проводились против команд британских полков и других воинских формирований, находившихся на полуострове.
До слияния с «Лайонс» в 2011 году «Гибралатар Юнайтед» завоевал 11 чемпионских титулов. В 2014 году клуб был вновь восстановлен и заявлен во второй дивизион. Завоевав первое место во втором дивизионе, клуб получил право участвовать в премьер-дивизионе, начиная с сезона 2015/2016.

## Достижения
- Премьер-дивизион (11): 1946/47, 1947/48, 1948/49, 1949/50, 1950/51, 1953/54, 1959/60, 1961/62, 1963/64, 1964/65, 2001/02
- Кубок Скалы (4): 1947, 1999, 2000, 2001
- Второй дивизион (1): 2014/15